# Téléphérique entre la gare de Vitrolles et l'aéroport de Marseille
Le téléphérique entre la gare de Vitrolles et l'aéroport de Marseille est un projet de transport par câble dans la métropole d'Aix-Marseille-Provence entre la gare de Vitrolles et l'aéroport Marseille-Provence. Sa mise en service est prévue en 2029.

## Histoire
Le projet est proposé par une étude menée en 2018. Il est préféré à la mise en place d'un bus à haut niveau de service en raison des travaux de voirie qui auraient été nécessaires.
Une première tranche de financement de 3 millions d'euros est votée le 19 janvier 2023. Le projet est présenté publiquement le 4 avril 2023 par Martine Vassal, présidente de la métropole d'Aix-Marseille-Provence, pour une mise en service en 2027. En décembre 2024, le projet est intégré au plan « Marseille en grand », mais sa mise en service repoussée en 2029.

## Tracé et stations
Le tracé s'étend sur un kilomètre et compte trois stations :
- la gare de Vitrolles ;
- l'Airbus Helicopters ;
- l'aéroport Marseille-Provence (Terminal 1).

Le tracé franchit la route départementale 20. À la gare de Vitrolles, la correspondance s'effectuera quai à quai avec les trains TER. Il est également prévu de construire un ascenseur incliné entre la gare et la zone d'activités Cap Horizon.

## Exploitation
Le trajet entre les deux terminus prendra 6 minutes. Avec un départ toutes les 6 minutes en heure de pointe, le téléphérique pourra transporter jusqu'à 1200 passagers par heure dans chaque sens. Il est prévu jusqu'à 3600 passagers par jour.

## Matériel
Il est prévu de mettre en place un système Funitel, doté de 3 cabines en ligne sur chaque voie pouvant transporter jusqu'à 120 personnes (105 personnes avec les bagages). Il pourra supporter des vents allant jusqu'à 130 km/h.

## Coût
En 2024, le coût du projet est estimé à 43 millions d'euros. Il est financé à hauteur de 28 millions d'euros par la Métropole, cinq millions par l'État et trois millions par l'aéroport, Airbus Helicopters et la Région.